# Cultura popular

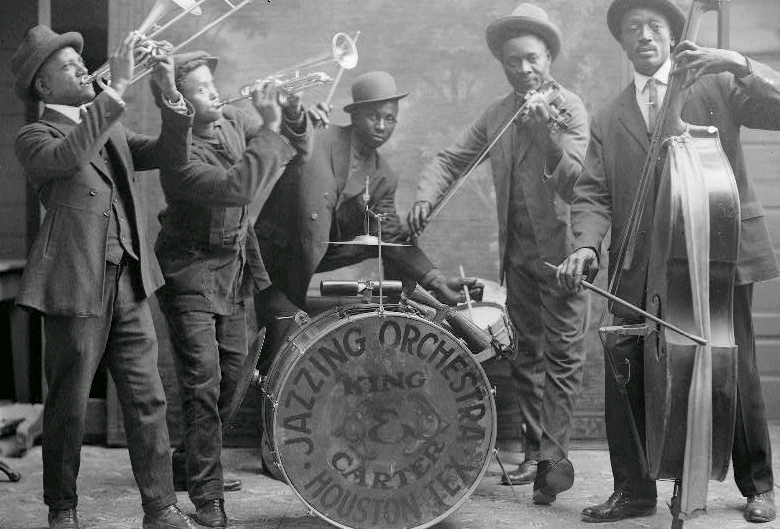
El género del jazz, nacido entre las capas más pobres de la población afrodescendiente de los Estados Unidos, se ha integrado plenamente en la cultura musical contemporánea.

La cultura popular es generalmente reconocida por los miembros de una sociedad como un conjunto de prácticas culturales, creencias y objetos que son dominantes o predominantes en colectividad, en un punto dado en el tiempo. La cultura popular también abarca las actividades y sentimientos producidos como resultado de la interacción con estos objetos dominantes. La principal fuerza impulsora detrás de la cultura popular es el atractivo masivo, y es producido por lo que el analista cultural Theodor Adorno se refiere como la «industria cultural».

## Historia
Dado que a lo largo de la historia, y por evidentes razones de supervivencia y medios disponibles, el avance y la modificación de la cultura ha tenido su punta de lanza en las élites económicas y académicas, la cultura popular ha sido un elemento comparativamente estático. Esto ha propiciado, a partir del siglo XIX, su uso como referencia de identidad grupal por parte del pensamiento nacionalista, que ha basado en dichas señas culturales la idea de pertenencia a una nación o territorio.
Sin embargo, si bien es cierto que durante años se ha hablado de la contraposición entre la cultura elitista o dominante y cultura popular o subalterna, sobre todo en las grandes ciudades capitales del mundo, tal división ha venido a ser, en años recientes redefinida, en tanto que actualmente se ha reconocido la existencia de países pluriculturales o con diversidad cultural en donde la presencia de distintas lenguas y culturas locales o regionales están presentes y en este contexto, si se trata de definir la cultura nacional de una Nación, se tiene que reconocer su carácter y su composición cultural diversa y heterogénea, cuando así las condiciones y características de algún país lo expresen.
A lo largo del siglo XX, no obstante, la extensión de la escolarización en buena parte del mundo, unida a la emergencia de la cultura del ocio, ha hecho que la cultura popular abandone su carácter predominantemente estático para convertirse en un elemento dinamizador que, en ocasiones, desborda la creatividad de las vanguardias académicas. Así, el cómic —a caballo entre pintura y literatura— o el jazz en el terreno musical han acabado desbordando su condición marginal para instalarse como artes académicamente reconocidas.
El retraso en la edad de incorporación de los jóvenes al mercado laboral ha facilitado su condición de creadores y consumidores de productos culturales, llegando incluso a la creación de subculturas propias, o tribus urbanas, con preferencias artísticas y filosóficas específicas y alejadas del "mainstream" o línea de pensamiento mayoritaria.
Incluso, en países con una notoria presencia de pueblos indígenas originarios; colectivos o agrupaciones de jove@s y de niñas y niños con ayuda de nuevas tecnologías como teléfonos móviles, han producido contenidos a manera de videos que muestran aspectos de sus prácticas culturales en correspondencia con sus modos de vida y, muestran en estas producciones una hechura muy talentosa que los presenta como muy valiosos creadores y recreadores de sus culturas populares. 
La explotación comercial de los contenidos de la cultura popular, una vez expurgados sus elementos más transgresores, es también un elemento importante en la formación de la cultura de masas y un factor económico de relevancia a través de industrias como las de la música, el cómic o el videojuego. 
Por otro lado, en los países caracterizados como multiculturales (un ejemplo de ellos son los Estados Unidos de Norteamérica) debido a las importantes e históricas oledas migratorias que a la fecha los delinean como territorios con minorías o hasta mayorías culturales de prácticamente todo el orbe; las expresiones culturales de estos grupos requieren allegarse, por medio del consumo e intercambio comercial, elementos y objetos necesarios para la recreación de sus prácticas y hasta sus creencias religiosas, siendo a su vez, los medios que les permiten recrear y reproducir su cohesión grupal y sus identidades.

## Manifestaciones de la cultura popular delsigloXX
Sin ánimo completista y a modo de ejemplos, algunas de las más destacadas son:
- En la música: el tango, el jazz, el blues, el reggae, el rap, el heavy metal, el rock, el pop.
- En el baile: el hip-hop, street dance y otros géneros urbanos.
- En el deporte: fútbol, baloncesto, wrestling, béisbol ...
- En las artes plásticas: el grafiti.
- En la literatura: las llamadas literaturas de género: fantástico, novela negra, terror, ciencia ficción.
- En nuevos medios de expresión: el cómic, la animación, el cine, los videojuegos, las series de TV, el manga/anime, los juegos de rol.

## Cultura popular en elsigloXXI
En este siglo se potencia mucho internet. Por Ejemplo:
- Los creepypastas son historias cortas de terror recogidas y compartidas a través de Internet, como en foros, blogs o videos de YouTube, con la intención de asustar o inquietar al lector, cuyos límites entre realidad y ficción permanecen difusos.
- Los memes en internet se usan para describir una idea, concepto, situación, expresión o pensamiento, manifestado en cualquier tipo de medio virtual, cómic, vídeo, audio, textos, imágenes y todo tipo de construcción multimedia que puede provocar gracia o sensaciones similares; se replica a través de internet de persona a persona hasta alcanzar una amplia difusión.
- Tantos series y películas ya dejaron de ser exclusivos en TV y cine y ahora lo usan mediante streaming como Netflix, HBO Max, Disney Plus o Prime Video. Ejemplos: Stranger Things, Game of Thrones, WandaVision o The Boys.
- Las redes sociales son tecnologías interactivas mediadas por computadora que facilitan la creación o el intercambio de información, ideas, intereses profesionales y otras formas de expresión a través de comunidades y redes virtuales. Plataformas de redes sociales como Instagram, Facebook, Twitter, YouTube, TikTok y Snapchat son las aplicaciones más populares utilizadas a diario por las generaciones más jóvenes.
- En la música hay un gran cambio, los artistas no venden las canciones por discos o CD sino por videos de visitas en YouTube o la suscripción por Spotify. 
  - Se popularizaron nuevos estilos como reguetón, trap, K-pop; entre otros.